# Швидка, немов вітер
«Швидка, немов вітер» (італ. Veloce come il vento) — італійський спортивно-драматичний фільм 2016 року, режисера і сценариста Маттео Ровере. Фільм частково заснований на реальній історії ралійного гонщика Карло Капоне. В англомовному прокаті вийшов під назвою Italian Race.

## Сюжет
Джулія — гонщиця, винятковий талант, яка у свої сімнадцять років бере участь у чемпіонаті GT під керівництвом свого батька Маріо. Але одного дня все змінюється, і після трагічної смерті батька Джулія опиняється наодинці з трасою та життям. Ситуацію ускладнює несподіване повернення її брата Лоріса, колишнього гонщика, який тепер абсолютно ненадійний, але з надзвичайним шостим чуттям до водіння.
Вони будуть змушені працювати разом, у полоні адреналіну та емоцій, які змусять їх відкрити для себе, наскільки важко і важливо намагатися бути сім'єю.

## Акторський склад
- Стефано Аккорсі — Лоріс Де Мартіно
- Матильда де Анджеліс — Джулія де Мартіно
- Паоло Граціозі — Тоніно
- Роберта Маттеї — Аннарелла
- Лоренцо Джоеллі — Етторе Мінотті
- Джуліо Пуньягі — Ніко Де Мартіно

## Сприйняття
Italian Race зібрав у прокаті 2 412 312 доларів США.